# All-Ireland Senior Football Championship 1910
L'All-Ireland Senior Football Championship 1910 fu l'edizione numero 24 del principale torneo di calcio gaelico irlandese. Louth vinse poiché Kerry rinunciò a giocare la finale.

## All-Ireland Series

### Quarto di finale
Il Leinster Senior Football Championship non fu concluso in tempo e quindi fu scelta Dublino come rappresentante provinciale. Quando questa fu battuta da Louth, venne sostituita in semifinale proprio da questi ultimi. Londra fu ammessa direttamente alle semifinali.
| Dublino 9 agosto 1910 | Dublino | 3-05 – 1-02 | Antrim | Jones' Road |

### Semifinali
| Tuam 21 agosto 1910 | Kerry | 1-07 – 0-04 | Mayo |  |

| Dundalk 11 settembre 1910 | Louth | 3-04 – 1-02 | Londra |  |

### Finale
| Dublino 13 novembre 1910 | Louth | Vittoria – Rinuncia | Kerry | Jones' Road |

Kerry rinunciò per protesta alla finale, poiché la Great Southern and Western Railway, la compagnia ferroviaria che controllava la linea che allora collegava la contea di Kerry a Dublino non concesse prezzi convenienti per i suoi tifosi.